# وحدة الاستجابة الأسرية
وحدة الاستجابة الأسرية هي مكتب الشرطة الوطنية الأفغانية التي تتعامل مع العنف المنزلي وضحايا الجريمة من النساء والأطفال، وكذلك التعامل مع النساء المشتبه بهن. تأسست الوحدة في عام 2006 في كابل، وعملت بها مجموعة من الشرطيات اللاتي قامت بعثة الأمم المتحدة في أفغانستان بتدريبهن.